# Luculia yunnanensis
Luculia yunnanensis är en måreväxtart som beskrevs av Shiu Ying Hu. Luculia yunnanensis ingår i släktet Luculia och familjen måreväxter. Inga underarter finns listade i Catalogue of Life.